# 김웅 (1953년)
김웅(金雄, 1953년 2월 2일 ~ )은 신입사원으로 입사하여 대표이사까지 승진한 대한민국의 기업인이다. 그는 경기불황 속에서도 창사 이래 최초로 연매출 1조원을 넘어서는 등 경영능력이 인정되고 있다. 김웅(남양유업 사장)은 "매출 1조 달성은 국민 5분의 1 이상이 날마다 남양유업 제품을 먹어야 가능한 실적"이라며 "경기불황 속에서도 호남공장 준공, 품질보증시스템 도입 등 과감한 투자에 따른 결실"이라고 말한다.
단국대학교 경영학과를 나온 그는 1978년 2월 남양유업에 입사해 총무담당 상무, 경영지원본부장, 기획경영총괄본부장 등을 거쳐 2008년 12월 전무로 승진했다. 전무 승진 1년 만에 대표이사직을 맡았고 2010년 3월에 공동대표로 있던 홍두영 창업주가 세상을 떠나는 바람에 단독 대표가 되었다. 김웅은 32년간 남양유업에서만 근무한 관리통으로 알려져 있다..

## 학력
- 단국대학교 경영학과

## 약력
- 1996년 10월 총무부장
- 2002년 총무상무
- 2005년 경영지원본부장
- 2007년 기획경영총괄본부장
- 2008년 12월 남양유업 총괄전무
- 2009년 12월 남양유업 대표이사